# 山崎片家
山崎 片家（やまざき かたいえ）は、戦国時代から安土桃山時代にかけての武将、大名。近江山崎城主、後に摂津三田城（さんだじょう）主。

## 生涯
近江山崎氏は、宇多源氏佐々木氏の支族の一つで、源頼朝が佐々木憲家を近江国犬上郡山崎の地頭に任じたのが、山崎を称したのが始まりとされる。片家は丹波守宗家の子。
初めの名は秀家。六角義賢（よしかた）より偏諱を受けて山崎 賢家（やまざき かたいえ）と称した。読みが特殊のため、これがしばしば堅家の字で書かれることがある。
義賢の子である六角義治（佐々木義弼）に仕えていたが、義治とは不和であって、永禄6年（1563年）の観音寺騒動で親しくしていた後藤賢豊親子を殺されて六角氏と敵対し、永禄11年（1568年）9月に織田信長が近江六角領内へ侵攻すると、六角氏を見限り、いち早く降って、信長の家臣となった。そのとき、片家と名を改めた。
信長に仕えて以後、近江衆として元亀元年（1570年）の姉川の戦いに参加した。元亀4年（1573年）4月、信長に従い京都の上京焼き討ちと二条御所の戦いに参加した。同年7月、信長に従って将軍・足利義昭の槇島城を攻めた。翌8月の浅井氏攻めにも参加した。天正9年（1581年）9月の第二次天正伊賀の乱では信楽口からの侵入を務めた。天正10年（1582年）4月、甲州征伐から凱旋する信長を在所の山崎で茶屋を設けて饗応した。
天正10年（1582年）6月、本能寺の変が起きた際は、安土の自邸を焼き払い、居城の山崎城へ籠もったが、明智光秀の圧力を受けて降伏した。明智方の将として活動し、佐和山城の占拠などに協力したが、光秀が羽柴秀吉によって討たれると、すぐに秀吉に降って犬山郡山崎城の所領を安堵された。
同年冬、山崎城から改めて摂津国三田城主2万3,000石へ移封。天正11年（1583年）8月1日には近江愛智郡内で1万4000石の知行を安堵されている。
清洲会議後、しばらくは織田信雄の家臣となっていたが、天正12年（1584年）の小牧・長久手の戦いで信雄と秀吉が対立するようになると、再び秀吉に属して750の兵を率い、信雄方の城を攻めている。天正13年（1585年）、従五位下志摩守に叙任され、以後は秀吉家臣として活動。
天正15年（1587年）の九州征伐に参加し、秀吉本陣の脇備として1,000人を率い、3月1日に大坂城を発っている。九州平定の終了時には、石田三成・長束正家・小西行長らと共に、荒廃した博多の復興を担当する奉行として任命された。
天正16年（1588年）4月、聚楽第行幸の際には関白諸大夫として秀吉の牛車に供奉した。天正18年（1590年）の小田原征伐にも1000騎を率いて従軍する。浅野長政と共に各軍を都督。武蔵国岩槻城攻めに参加。
天正19年（1591年）3月28日に伏見の自邸で死去。享年45。嫡男家盛が嗣ぎ、三田藩2代藩主となる。

## 人物
片家は甲斐武田氏を攻め滅ぼして凱旋した信長を居城に招いて茶屋を立てたり、津田宗及主催の茶会にも度々招かれていることなどから、茶道にも造詣が深い人物であった。

### 加藤清正との関係
豊臣秀吉朱印状の分析により、天正16年（1588年）に加藤清正が肥後国北半国の大名に任ぜられて入国した時に妻子があったことが判明している。この妻が『山崎家譜』に記載されている山崎片家の女と推量されている。また、片家の子の百助が清正の養子になって重縁を結んでいるなど、両家に密接な関係があることは、複数の清正書状や『続撰清正記』などの古文献にも合致している。山崎氏の産んだ、清正嫡男と想定される虎熊の名は、文禄の役の際に「虎熊に2千の兵をつけて送るように」などの、朝鮮からの清正書状6通に現われているが、その中には虎熊の母が煩っていることを知った清正が動揺しているものもある。なお、虎熊の母子ともに文禄の役以後の消息が不明なことから、この頃に前後して死去したものと推測される。

## 史料
- 『続撰清正記』
- 『久野保心氏所蔵文書』